# Conflito pais–filhos
Conflito pais–filhos (Parent-offspring conflict - POC, em inglês) é um termo usado para descrever o conflito evolutivo que surge das diferenças no investimento parental ideal (IP) em uma prole dos pontos de vista dos progenitores e da prole. Este investimento é considerado como qualquer ato realizado pelo parental em relação a um de seus filhos que aumenta a chance de sobrevivência deste e diminui a chance de investimento em outro filho.
Esse conceito foi formulado por Robert Trivers em 1974, quando este aplicou as ideias apresentadas por Hamilton a suas próprias sobre investimento parental. A primeira vista, pode parecer contraintuitivo que um conflito de interesses pode surgir entre pais e seus descendentes. Nesse caso, é preciso pensar sobre a evolução natural em termos de estratégias direcionadas a genes - não a indivíduos.

## A teoria do Conflito entre Pais e Filhos
A teoria evolucionária nos diz que os filhos são os principais veículos para o sucesso reprodutivo dos pais. Nas espécies que se reproduzem sexualmente, os pais e filhos possuem uma relação de parentesco de 50%, esta sendo capaz de exercer uma pressão de seleção para cuidado parental intenso. No entanto, isso também significa que pais e filhos diferem entre si geneticamente em 50%. Supõe-se que os pais tendem a fornecer um investimento que maximizará o número de descendentes que sobreviverão, enquanto os descendentes tenderiam a maximizar seu sucesso reprodutivo ao exigir mais investimento dos pais, porém o curso de ação ideal para um, portanto, raramente coincidirá perfeitamente com um curso de ação ideal para outro. Especificamente, pais e filhos divergem nesta alocação ideal dos recursos, com o resultado típico sendo que os filhos querem mais para si mesmos do que os pais planejam de maneira justa oferecer. Logo, temos aqui um conflito limitado pela estreita relação genética entre parentais e descendentes: se um filho recebe investimento parental (IP) adicional às custas de seus irmãos, isso diminui o número de irmãos sobreviventes e consequentemente diminui (até certo ponto) o número de cópias sobreviventes de si mesmo que podem estar presentes nos irmãos.
Em primeiro lugar, o conflito é sobre o investimento parental e não sobre o comportamento dos pais. Assim, é essencial quantificar IP de acordo com sua definição final, ou seja, medir qualquer investimento por um pai que aumenta a aptidão da prole em detrimento da expectativa dos pais por prole adicional. Em segundo lugar, o conflito é entre genes, não características ou comportamentos e, portanto, só ocorre se o IP for moldado por trocas genéticas em vez de fenotípicas entre pais e filhos.

## Altruísmo e a regra de Hamilton[6]
De acordo com o trabalho de William Donald Hamilton (1964), um ato altruísta pode ser definido como aquele que prejudica o organismo que realiza o ato (doador) enquanto beneficia algum outro indivíduo (receptor), sendo o dano e o benefício definidos em termos de sucesso reprodutivo. Uma vez que qualquer gene que ajuda a se propagar em uma população está, por definição, sendo selecionado, o comportamento altruísta só poderá ser selecionado se houver uma probabilidade suficientemente grande de que o receptor também tenha o gene em questão, ou seja, que os dois possuam um grau de parentesco muito próximo.
Segundo Hamilton, o comportamento altruísta será selecionado se:
| rB > C ≥ B/C > 1/r |

Ou seja, a relação benefício / custo (B/C) desse comportamento deve ser maior que o inverso do grau de parentesco (1/r) entre os dois indivíduos, sendo r a probabilidade que um gene no doador e no receptor sejam idênticos. Esta teoria de Hamilton pode, portanto, ser aplicada às relações pais–filhos, considerando o comportamento altruísta da parte dos pais em relação aos filhos, mas também entre diferentes filhos ou parentes. O grau de parentesco entre dois indivíduos é calculado através do estabelecimento dos graus de geração que existem entre eles, considerando que a cada elo houve uma meiose, ou seja, 50% de um certo gene ter sido transmitido para o descendente. O grau de parentesco é 0,5 entre pais e filhos, 0,5 entre irmãos de mesmos parentais (irmãos completos) e 0,25 entre meio-irmãos, levando à previsão de que o conflito pais–filhos é mais forte em meios-irmãos (por exemplo, machos não aparentados geram descendentes sucessivos) do que em irmãos completos.

## Formas de Conflitos Pais-Filhos[8]
Como resultado da competição entre pais e descendentes, ocorre uma seleção natural de adaptações: por parte da prole, criam-se estratégias para manipular seus pais a alocar a maior quantidade de recursos possível; em troca, são selecionados comportamentos parentais para manejo dos investimentos de recursos entre futuras reproduções (esforço de acasalamento) e distribuição para a prole mais atual. A quantidade de conflito é afetada por vários fatores, que podem incluir disponibilidade de recursos para os pais, saúde relativa dos pais, saúde relativa dos filhos, idade dos pais e filhos, número de filhos, sexo dos filhos e potencial qualidade do parceiro de descendência.

### Conflitos Pais-Filhos[8]
Devido à fecundação interna e à gestação, uma mulher está sempre 100% certa de que qualquer filho que nascer é seu. Os homens, por outro lado, não podem ter tanta certeza. Ao longo do tempo evolutivo, os homens desenvolveram vantagens para ajudá-los a aumentar sua certeza de paternidade (por exemplo, maior reconhecimento facial). A certeza da paternidade é importante para a distribuição de recursos aos filhos, e os pais acabarão por distribuir mais recursos aos filhos que se assemelham mais a eles. Portanto, a semelhança da criança com o pai afeta o crescimento e o estado nutricional da criança. Uma vez que os filhos tentam maximizar a aquisição de recursos de seus pais, um pai que está hesitante sobre sua paternidade não será favorável a dar recursos a qualquer filho que ele duvida que seja geneticamente seu. Essa tensão cria conflito entre a criança e seus pais porque ela deseja mais recursos do que o pai está disposto a dar.

### Conflitos quanto ao acasalamento[8]
Na adolescência e na idade adulta, pais e filhos também podem apresentar conflito em relação às estratégias de acasalamento. Por exemplo, os indivíduos relatam estratégias de acasalamento de curto prazo favoráveis para si, mas desfavoráveis para seus filhos. Uma vez que os indivíduos procuram maneiras de ter uma prole viável, eles priorizarão os indicadores de aptidão (e.g., atratividade física). Ao contrário, os pais irão desfavorecer estratégias de acasalamento de curto prazo para seus filhos e priorizarão indicadores de status social. As filhas, em particular, são protegidas e criticadas com mais frequência do que os filhos por sua estratégia de acasalamento. Isso ocorre porque os machos procuram as fêmeas para a reprodução, tornando-as um recurso valioso que pode potencialmente promover o próprio status social dos pais.

### Conflito Fraternal
O conflito pais e filhos acarreta diretamente no conflito fraternal, já que, frequentemente, a prole terá que competir entre si para conseguir a baixa quantidade de recursos disponível. Isso ocorre, pois cada indivíduo da prole está 100% relacionado geneticamente consigo mesmo, mas apenas 50% relacionado com seus irmãos. O conflito fraternal gera grandes índices de fraticídio.

## Ocorrência do Conflito Pais-Filhos
Uma evidência desse tipo de conflito não é fácil de se achar. Uma briga, por exemplo, poderia representar uma evidência de conflito entre pais e seus descendentes; mas, para caracterizar-se como um conflito do tipo pais–filhos, precisamos de mais informações. Evidências de conflitos pais–filhos são (1) níveis de investimento parental ótimos sendo diferentes entre pais e descendentes e (2) mudança do foco de investimento parental causa simultaneamente aumento de fitness para uma parte e diminuição para outra.
Para organismos como aves, mamíferos e himenópteros eussociais, onde os parentais fornecem provisões progressivamente conforme a prole se desenvolve, a energia gasta por individuo é consideravelmente maior do que a necessária para produzir um ovo fertilizado. O esforço reprodutivo, isto é a fração da energia disponível desviada para a reprodução, inclui todas as formas de cuidado parental. A energia usada para provisionar de modo progressivo ou para defender uma prole é parte da energia gasta com aquele filhote e também parte do esforço reprodutivo dos pais.

### Em aves
Alguns dos principais exemplos de conflito pais–filhos são encontrados em ninhadas de aves, especialmente em espécies de rapinantes. Embora os pais das aves freqüentemente incubem dois ou mais ovos e tentem criar todos os filhotes, é comum que o filhote mais forte, normalmente o mais velho, consuma uma parte maior do recurso trazido pelos pais, o que leva a morte intencional ou não do irmão mais fraco (siblicídio). Esses conflitos foram sugeridos como uma força motriz na evolução do tamanho ideal da ninhada nas aves. É comum que a mãe bote dois ovos, mas o irmão mais velho sempre mata o irmão mais novo. Isso levanta a questão de por que a mãe põe dois ovos em vez de apenas um. A hipótese óbvia é que, nesses casos, o segundo ovo é uma garantia para o caso de o primeiro ovo não chocar.
Exemplos:
- Na patola de pés azuis (Sula nebouxii), o conflito pais–filhos ocorre em tempos de escassez de alimentos: a fêmea bota dois ovos, com intervalo media de quatro dias entre um ovo e outro. Aquele que foi incubado primeiro tem uma vantagem sob segundo, já que nascerá e se desenvolverá primeiro, o que garante com que ele intercepte o peixe regugitado por seus pais primeiro e só depois de saciado é que seu irmão irá se alimentar. Se a comida for abundante, ambos conseguem se saciam, no entanto quando há menos comida disponível em um determinado periodo, o filhote mais velho e dominante geralmente mata o filhote mais novo atacando-o diretamente ou o expulsando do ninho.[18] Os pais tentam prevenir o siblicídio construindo ninhos com lados mais íngremes[19] e colocando ovos mais pesados.[20] Aqui o siblicídio é facultativo e depende da fome do filhote mais velho.

- Na águia-caçadeira (Circus pygargus), o período de conflito ocorre durante a fase onde os filhotes ainda não são independentes e não podem se sustentar completamente. Conforme vai chegando o fim da dependencia parental, a oferta de presas diminui gradativamente, em particular assim que os filhotes começam a voar suficientemente bem para tentar caçar. No entanto, os filhotes ainda têm sucessos moderados de captura. Os filhotes então agem de modo agressivo para com os pais, o que gera a diminuição do oferecimento de recursos pelos pais como um estimulo para que seus filhotes vão em busca de seu proprio alimento. Isso sugere que essa mudança de padrão não se deve ao desinteresse dos filhotes pela presa, mas a uma modificação do comportamento dos pais, que possuem controle sob quando é necessário parar de fornecer os recursos. Os pequenos, por sua vez, procuram obter o máximo possível de alimentos dos pais, mas só conseguem nos períodos em que o alimento é abundante no ambiente. Por outro lado, quando a comida não é abundante, a duração do período de investimento parental está quase sob o controle absoluto dos pais. Estes tendem a prolongá-lo durante esses períodos, uma vez que os jovens estão relativamente desnutridos.[21]
- Outros exemplos: gaivota-prateada (Larus argentatus), mariquita-vermelha (Cardellina rubra), águia-negra-africana (Aquila verreauxii) e pelicano-americano (Pelecanus erythrorhynchosp).[4]
- No cuco comum (Cuculus canorum), ocorre um caso interessante: esta especie normalmente tem comportamento parasítico, no qual a fêmea incuba ovos em ninhos de outras espécies. O cuco filhote, de incubação mais curta e de tamanho maior, joga fora os ovos do ninho e produz solicitações sonoras altas semelhantes ao pedido de uma ninhada inteira.[21]

### Em mamíferos
Mesmo antes do surgimento da teoria do conflito pais–filhos, já existiam debates sobre se o desmame acontecia por vontade da prole ou se as mães desmamavam ativamente seus filhos. O benefício da amamentação do filhote em termos de chance de sobrevivência é enorme, enquanto o custo para a mãe em termos de capacidade de produzir mais recém-nascidos é muito baixo. A medida que o filhote se desenvolve e se torna cada vez mais capaz de se alimentar sozinho, o benefício que a amamentação proporciona diminui e o custo para a mãe aumenta (dependendo, por exemplo, do tamanho do bebê). Em algum momento, esse custo para a mãe será maior do que o benefício do filho.
A mãe deve interromper a amamentação em dado momento em que seu filhote já está bem desenvolvido para não diminuir o sucesso reprodutivo de seus futuros filhos. Como o filhote está parcialmente relacionado com seus futuros irmãos e irmãs (0,5 se estes forem do mesmo pai e da mesma mãe), mas completamente relacionado consigo mesmo (1), ele deve querer ser amamentado até que o custo para a mãe seja o dobro do benefício para ele. Logo haverá um momento em que haverá um conflito entre a mãe e o bebê em relação à interrupção ou continuação da amamentação, além da quantidade de alimento recebido.
Dado que a amamentação frequente pode causar amenorréia lactacional e suprimir temporariamente a capacidade materna de ovular e, portanto, de conceber outro filho, o conflito sobre a amamentação no momento em que a mãe está pronta para acasalar e conceber novamente reflete um conflito de interesse subjacente sobre o momento de o nascimento de irmãos mais novos; quando o bebê atual é desmamado e consegue sobreviver sem o leite materno, seria do interesse da mãe ter outro filho, ao passo que é do interesse do bebê atual retardar o nascimento de um irmão, de modo a continuar recebendo o investimento da mãe. Esta dinâmica de conflito sobre a reprodução futura da mãe foi documentada em primatas não humanos e outros animais.
Além disso, a mãe e o filhote têm necessidades termorregulatórias diferentes devido ao fato de terem diferentes proporções superfície-volume, resultando em perda de calor mais rápida em bebês em comparação com adultos. Portanto, os bebês podem ser mais sensíveis às baixas temperaturas do que suas mães. Um bebê pode tentar compensar aumentando o tempo de contato com a mãe, o que pode iniciar um conflito comportamental com o tempo, isso juntando com o tempo de lactação.
Exemplos:
- Em carneiros-de-Soay (Ovis aries), a seleção que atua na mãe promove o nascimento de vários filhotes relativamente pequenos e em contraste, a seleção favorece o nascimento de um filhote de tamanho maior. O tamanho ideal da ninhada e o peso ideal do recém-nascido diferem entre a mãe e a prole. Isso sugere a provável existência de uma compensação entre o tamanho da ninhada e o peso ao nascer.[23]
- No lobo-marinho-de-Galápagos (Arctocephalus galapagoensis), a dispnibilidade de peixes é um mediador do conflito pais–filhos relacionado a amamementação. As fêmeas tem um filhote de cada vez, sendo que quando os peixes são abundantes, a fêmea produz muito leite e pode desmamar o filhote até os 18 meses de idade. Porém, em condições precárias, os filhotes tendem a crescem mais devagar e a amamentação pode se prolongar por dois a três anos de idade. Como resultado dessa variação, até 23% dos filhotes nascem por ano enquanto o irmão mais velho ainda está sendo amamentado. Os dois filhotes competem pelo leite materno e, na maioria dos casos, o filhote mais novo morre em um mês de fome ou de ataques diretos do irmão mais velho, que pode agarrá-lo e jogá-lo no ar. As mães às vezes intervêm, levando a um cabo de guerra fatal quando o irmão mais velho puxa uma das pontas do filhote recém-nascido enquanto a mãe tenta recuperá-lo.[18]
- Outros exemplos de conflito de desmame: babuínos, langures, macacos rhesus, macacos vervet, gatos, cães e ratos.[4]
- Em macacos rhesus, uma alta probabilidade de concepção na estação de acasalamento seguinte está associada a uma alta taxa de rejeição materna. A rejeição e os conflitos comportamentais podem ocorrer durante os primeiros meses de vida do bebê e quando a mãe retoma o cio.[22]
- Para mamíferos que exibem estro pós-parto, uma ninhada pode diminuir o energia disponível para a produção da próxima. A sobreposição de cuidados parentais de ninhadas sucessivas geralmente reduz a energia total disponível para cada ninhada. Não precisa afetar como o o total reduzido é dividido entre os descendentes individuais em qualquer ninhada.[16]

### Em humanos
Uma demonstração importante do conflito pais–filhos em humanos foi fornecida pelo trabalho de David Haig (1993) sobre conflitos genéticos na gravidez. Haig argumentou que os genes fetais seriam selecionados para extrair mais recursos da mãe do que seria ideal para ela dar. A mãe contribui com 50% de seus genes para o feto, mas o feto também recebe 50% de seus genes do pai. As mães serão selecionadas para canalizar recursos para a criança que produzirá o maior benefício reprodutivo. Por outro lado, essa criança tem um interesse maior em si mesma do que no futuro filho da mãe. Portanto, a seleção criará mecanismos no feto para manipular a mãe para fornecer mais nutrição do que seria do interesse da mãe fornecer. O tecido fetal na placenta pode manipular a fisiologia materna via produção de hormonios. Essas manipulações são feitas facilmente quando o tecido fetal invade o tecido da mãe na placenta. Existem 2 maneiras principais de aumentar o provisionamento fetal: aumentando a pressão arterial da mãe, o que resulta nas condições de hipertensão materna e consequentemente pré-eclampsia; ou aumentando a concentração de açucar no sangue materno através de hormonios alocrinos que diminuem a sensibilidade da mãe a insulina, o que resulta em diabetes na mãe durante a gravidez.
Cerca de 30% das concepções humanas não chegam ao final (22% antes de se tornarem gestações clínicas), e até 78% de todos os óvulos fertilizados não conseguem se implantar ou são abortados espontaneamente pela mãe no início da gravidez criando uma segunda batalha de conflito entre a mãe e o feto. A maioria dos abortos esponaneos ocorrem devido a anormalidades cromossômicas no feto, que são detectadas pela mãe e resultam na eliminação deste feto, o que é vantajoso para ela, já que não gastará energia desnecessária gerando um descendente que possui poucas chances de sobrevivencia até a maioridade e guardará energia para gerar um futuro filho, mas desvantajoso para o feto, que quer sobreviver a todo custo.  Além disso, a qualidade da gravidez também diminui à medida que ela se aproxima do fim de sua vida reprodutiva, o que é significativamente observado em mães mais velhas. As mães mais velhas têm uma incidência maior de filhos com defeitos genéticos. Inicialmente, a manutenção da gravidez é controlada pelo hormônio materno progesterona, mas em estágios posteriores é controlada pela gonadotrofina coriônica humana fetal (hCG), cujo efeito é impedir a menstruação da mãe e, assim, permitir que o feto permaneça implantado. Produzir muito hCG, portanto, parece ser uma adaptação do feto para subverter as tentativas da mãe de abortá-lo espontaneamente. O corpo feminino parece "interpretar" altos níveis de hCG como um sinal de que o feto é saudável e viável e, portanto, não aborta espontaneamente.

### Em insetos
Os adultos de besouros-coveiros (Nicrophorus vespilloides) apresentam comportamento parental e enterram e retiram a pelagem de um camundongo para a prole alimentar-se quando eclodirem de seus ovos. Com o intuito de facilitar a busca da prole por alimento, a fêmea deposita seus ovos ao lado do camundongo. Quando as larvas eclodem, elas podem se alimentar da carcaça preparada ou então recebem a carniça regurgitada por um dos pais. As larvas de besouro podem diferir visivelmente em tamanho, já que algumas eclodem mais cedo do que outras, e, sob essas circunstâncias, os pais fornecem mais alimento para as larvas que eclodiram mais cedo (sênior) do que para as larvas que eclodiram mais tarde (júnior). Tendo em conta que apenas uma determinada quantidade de filhotes pode sustentar-se da carcaça de um camundongo, os pais podem ganhar ao ajudar os filhotes que mais provavelmente irão atingir a idade adulta, além disso, a quantidade de alimento a ser fornecida é consideravelmente menor para as larvas mais velhas do que para as larvas mais novas, pois o tempo até tornar-se adultos é maior para essas últimas.

### Em insetos sociais
Em espécies eussociais, o conflito entre pais e filhos assume um papel único devido à haplodiploidia (isto é, machos desenvolvem-se a partir de ovos não fertilizados e as fêmeas desenvolvem-se de ovos normais diploides) e à prevalência de operárias estéreis. Na maioria dos casos, isso leva as operárias a tentar obter uma proporção de sexo de 3:1 (fêmeas para machos) na colônia. No entanto, as rainhas são igualmente relacionadas a filhos e filhas  uma proporção de 50%, de modo que preferem uma proporção de sexo de 1:1. O conflito em insetos sociais é sobre o nível de investimento que a rainha deve fornecer para cada sexo para as proles atual e futura. Em geral, pensa-se que as operárias vencerão esse conflito e a proporção de sexos será mais próxima de 3:1, porém há exemplos, como em Bombus terrestris, onde a rainha tem um controle considerável em forçar uma proporção de 1:1.
Por conta da haplodiploidia, as irmãs se relacionam mais entre si (0,75) do que com suas mães (0,5) ou irmãos (0,25). Deste modo, uma irmã transmitirá mais genes às gerações futuras ao ajudar a criar uma irmã do que se criar uma filha, já que se a rainha for unicamente acasalada, as operárias são três vezes mais aparentadas com suas irmãs do que com seus irmãos. Para os machos, por outro lado, é mais eficiente ter filhas do que ajudar suas irmãs. A situação na vida real é mais complexa, visto que uma rainha pode acasalar várias vezes e assim irmãs poderão ter pais diferentes.
Os trabalhadores podem influenciar a alocação de sexo a seu favor, destruindo seletivamente os ovos dos machos, e às vezes o resultado ideal é o resultado ideal de 3: 1. Em outros casos, no entanto, as proporções sexuais estão mais próximas do ideal da rainha e, às vezes, o resultado é uma proporção sexual intermediária de compromisso, então qualquer uma das partes pode ganhar dependendo das circunstâncias.

### Nas plantas
O conflito pais–filhos em plantas ocorre quanto a alocação dos recursos de uma planta nas diferentes sementes que ela produz, bem como o tamanho delas. A melhor maneira de economizar recursos maternos (e, portanto, maximizar a aptidão materna) é produzir o máximo possível de sementes relativamente pequenas por fruto. Ao mesmo tempo, para maximizar a aptidão da prole, os frutos devem ser maiores do que são e conter menos sementes, minimizando o custo de embalagem por semente. Desta forma, a competição entre os indivíduos é minimizada, tanto antes quanto depois da dispersão. Esse conflito por recursos se manifesta no fratricídio observado em certas espécies de plantas. Os embriões dominantes, formados precocemente, matam outras embrioes via substancia quimicas liberadas (aborto químico). De acordo com o modelo de conflito pais–filhos, a redução do tamanho da prole deve depender da relação genética entre a prole em um fruto. De fato, o aborto de embriões é mais comum em hibridação cruzada do que em auto-polinização de plantas (sementes em plantas de polinização cruzada são menos relacionadas entre si do que as plantas auto-polinizadoras). Além disso, o nível de solicitação de recursos pela prole também é aumentado nas plantas de polinização cruzada: existem vários relatos de que o peso médio das sementes oriundas da fecundação cruzada é maior do que aquelas produzidas por autofecundação.
Este conflito sobre a alocação de recursos é mais claramente manifestado na redução do tamanho da prole (ou seja, uma diminuição na proporção de óvulos maduros). Pode-se presumir que essa redução seja causada pela prole: se o interesse dos pais fosse produzir tão poucas sementes quanto as observadas, a seleção não favoreceria a produção de óvulos extras que não amadurecem em sementes. Embora existam outras explicações para esse fenômeno, como carga genética, esgotamento de recursos ou regulação materna da qualidade da prole, não poderiam ser sustentadas por experimentos.
Na maioria dos casos, a aptidão será medida por sobrevivência. No entanto, em espécies como algumas plantas anuais do deserto, a competição resulta na diminuição da fecundidade em vez de aumento da mortalidade. A vantagem competitiva durante o crescimento inicial resultante de um maior investimento parental (por exemplo, tamanho de semente maior) pode não ser expresso até que uma semente cresça para se reproduzir.
O tamanho potencial do grão está sob forte controle materno durante os estágios reprodutivos iniciais, embora o tamanho real do grão geralmente dependa das condições de crescimento após a antese, que afetam a taxa e, em menor extensão, a duração do enchimento do grão. A restrição física ao tamanho do grão imposta pelo tecido materno é, no entanto, generalizada, sugerindo que a restrição materna do conflito genômico supera esta desvantagem, pelo menos em termos de aptidão da planta materna
No entanto, frutos em desenvolvimento fornecem uma arena perfeita para a expressão de conflito entre pais e filhos e rivalidade entre irmãos. Na verdade, esses conflitos são inevitável quando os investimentos dos pais na prole são assimétricos e sementes dentro de uma fruto são geradas por diferentes pais de pólen. Tais conflitos podem ser reduzidos como a relação genética das sementes dentro um fruto aumenta.
As estratégias de polinização podem ser adequadamente moldado para aumentarem o parentesco genético entre os embrioes em desenvolvimento de um fruto. Da mesma forma, os septos entre os óvulos e os ovários carpelados podem ter evoluído como contra-estratégias das mulheres para reduzir a rivalidade entre irmãos. Por outro lado, a prole pode desenvolver também mecanismos pelos quais seus interesses são mantidos: em vários sistemas o endosperma e outros tecidos da prole em desenvolvimento produzem estruturas "agressivas", como haustórios que invadem o tecido materno para obter recursos adicionais. Em suma, o conflito entre pais e filhos fornece uma nova estrutura dentro da qual pode-se reexaminar a evolução dos mecanismos de polinização e muitos características da embriogênese vegetal, incluindo o número de óvulos dentro do ovário.
O conflito entre pais e filhos nas plantas não se restringe necessariamente ao questões de ninhada e tamanho da semente. Ellner (2011)  mostrou que enquanto os pais impor dormência da semente para escalonar a germinação da prole para contornar competição dependente da densidade, a descendência, por outro lado, entra em conflito com o interesse materno e resistir à dormência para aumentar sua ginástica.
Finalmente, as plantas com flores, em contraste com os animais, podem provar ser mais sistemas receptivos para testar os modelos de conflito entre pais e filhos e irmãos rivalidade porque a relação genética entre a prole em desenvolvimento e a o tamanho da ninhada pode ser facilmente manipulado.
Exemplos:
- No trigo, existe uma superprodução de pequenas flores primitivas e então um processo altamente refinado, geneticamente controlado e ambientalmente responsivo de autofagia que regula o número final de florzinhas férteis entre o estágio terminal de espiguetas e antese. A morte das pequenas flores associada à redução da alocação de carboidratos para os órgãos reprodutivos em desenvolvimento e o acúmulo simultâneo de carboidratos solúveis nos caules é notável. De uma perspectiva fisiológica, a competição entre o caule e as estruturas reprodutivas tem sido vista como a causa da escassez de carboidratos para o desenvolvimento de florzinhas, que por sua vez é vista como a causa proximal da morte de florzinhas impondo um teto no número de grãos. De uma perspectiva evolutiva, a combinação de morte programada de florzinha por inanição e armazenamento simultâneo de reservas de caule que amortece flutuações na assimilação de carbono durante o enchimento de grãos é consistente com a proposição de que as plantas ajustam o número de descendentes para permitir uma faixa estreita de tamanho da semente favorecendo a aptidão materna na maioria das condições.[31]
- No carvalho, os ovulos fertilizados precocemente impedem a fertilização de outros, evitando a formação do tubo polínico.[29]

## Hipótese da Manipulação Psicológica
A presença do conflito entre um filhote e seus parentais o força a entrar em conflito com eles, no entanto a prole não está em posição de exigir fisicamente mais investimento de seus pais por ter menor tamanho corporal e menos experiência. Os filhos, portanto, estabelecerão técnicas de manipulação psicológica para influenciá-los e induzir mais investimento de sua parte.
Visto que a criança conhece melhor suas próprias necessidades do que seus pais, a seleção natural favorece o estabelecimento de um sistema de sinais entre eles que permite informar aos pais de sua condição física. Se, por exemplo, a criança está com fome, ou se está em perigo, ela emite um sinal sonoro ou químico e os pais normalmente agem de maneira adequada. Ambas as partes se beneficiam com este sistema, mas uma vez implementado, a criança pode começar a usá-lo fora do contexto (fome, perigo ou qualquer outro). Ele pode, por exemplo, começar a sinalizar quando não está realmente com fome, mas apenas quer mais comida do que o pai está lhe dando. De forma mais geral, ele pode usar este sistema de sinais durante o conflito com seus pais, a fim de exigir mais.
A hipótese de chantagem do filho sobre os pais, afirmada por A. Zahavi, sugere que os filhotes poderiam gritar mesmo tendo recebido sua cota de recursos pelos pais. Isso teria o efeito de atrair predadores sinalizando a posição do ninho e, portanto, forçar os pais a dar mais do que sua parte aos filhotes para que parem de sinalizar.
Assim, a comunicação entre pais e filhos está associada a ajustes mútuos no comportamento entre remetentes (ou seja, descendência) e receptores (ou seja, pais) por meio do qual os pais ajustam seu abastecimento de alimentos para os comportamento de mendicância da primavera e a prole ajustam sua mendicância comportamento ao seu estado nutricional atual. Modelos de resolução de conflito entre pais e filhos prevêem que a mendicância da prole reflete as necessidades nutricionais da prole (que por sua vez é determinado pela quantidade de comida obtida dos pais) e que os pais respondam a esta informação ajustando seu abastecimento de alimentos.
Em modelos de coadaptação pais–filhos, as predições dos dois correspondem ao efeito da oferta sobre a demanda e o efeito da demanda sobre a oferta, respectivamente. Em apoio a essas previsões, a privação de comida experimentos mostram que a prole mendiga mais quando está com fome do que quando saciado em pássaros e em seitas. Além disso, há em evidência pirata de que os pais ajustam seu abastecimento de alimentos em resposta à prole implorando em pássaros e insetos.
Exemplo:
O conflito durante o desmame dos babuínos  é caracterizado por uma competição diária que pode durar vários meses. A mãe resiste cada vez mais às solicitações do filho e muitas vezes reage rejeitando-o com violência. O pequeno, por sua vez, está intensificando seus esforços para se apegar à mãe e pedir mais amamentação. Essa rejeição por parte da mãe se reflete no choro do filho. Essas chamadas apresentam um custo muito importante para os pais e seus filhos porque esta espécie tem comportamentos muito silenciosos que são adaptados para evitar predadores. Portanto, os gritos são contra-seletivos.
Os genes que induzem o choro do bebê babuíno em resposta ao comportamento da mãe se espalham pela população de babuínos à medida que aumentam a probabilidade de o bebê receber uma quantia de investimento parental. As fêmeas são induzidas ao comportamento de alimentar mais os babuínos em resposta aos seus choros, já que os filhotes que possuem esses genes teriam melhor aptidão do que aqueles que não os têm.